# The Lost Vikings 2
The Lost Vikings 2 is een platformspel uit 1997. Dit vervolgspel op deel een bevat de drie originele speelbare personages (Erik the Swift, Baleog the Fierce en Olaf the Stout) plus twee nieuwe, Fang en Scorch, respectievelijk een wolf en een draak. Om te voorkomen dat het spel te ingewikkeld wordt kan de speler slechts drie van de vijf personages besturen per level. De Gameplay is min of meer hetzelfde gebleven ten opzichte van deel een.

## Titel
Alle versies van dit spel, behalve de Super Nintendo Entertainment System-versie waren getiteld Lost Vikings 2: Norse by Norsewest. De SNES-versie had geen ondertitel en werd eenvoudigweg The Lost Vikings 2 genoemd.

## Personagevaardigheden
- Erik heeft nu turbolaarzen waarmee hij veel hoger kan springen dan voorheen en hij kan bepaalde muren kapotrammen met zijn turbosprong. Z'n helm stelt hem in staat om te zwemmen. (Erik is de enige van de vijf die kan zwemmen.
- Baleogs pijl-en-boog is vervangen door een bionische arm waarmee hij vijanden van een afstand kan slaan. Ook kan hij hiermee door de lucht zwaaien door speciale haken vast te pakken en objecten grijpen die voor anderen niet toegankelijk zijn.
- Olaf kan scheten laten waardoor hij naar boven stuwt en bepaalde ondergronden kan vernietigen. Naast aan zijn schild hangen en zweven kan Olaf ook krimpen zodat hij zich door kleine gaten kan wringen.
- Fang kan springen, muren beklimmen met zijn klauwen en vijanden van dichtbij te lijf gaan met zijn klauwen.
- Met vuurballen kan Scorch vijanden van afstand aanvallen en bepaalde knoppen omzetten. Ook kan hij vliegen en wanneer hij uitgeput is kan hij net als Olaf rustig naar beneden zweven.

## Beeld en geluid
Dit vervolg was oorspronkelijk ontwikkeld voor de SNES in 1997, vijf jaar na deel een. De SNES-versie gebruikte technologie die erg leek op het origineel, met dezelfde (2D-)tekenfilmachtige graphics en 16-bit geluid en muziek. De latere uitgaves (pc, PlayStation en Saturn) hadden 3D-graphics, cd-muziek en ingesproken stemmen.